# Кресиво
Кресиво, оцило или огњило, је челична алатка за потпалу ватре.

## Употреба
Кресиво се ударом о кремен који ствара варнице у прошлости користило за потпалу ватре. Варница настала ударом кресива у кремен се усмјерава, односно баца на труд. Труд је врста паразитске гљиве која расте на стаблу дрвећа, а која се намјенски суши ради потпале ватре кресивом. Кресиво које су у прошлости израђивали ковачи је прилагођено руци. Кресиво се носи у прибору за потпалу који је садржи кресиво, кремен камен и труд.
| „                          | Кад је већ близу био, он узе кресиво, стаде иза једнога грма, па је онде кресао. Затим узе један омут сена и махаше њиме по ваздуху дотле, док се није почело пушити. | ” |
| — Ђура Јакшић, Бела Кућица | |   |

## Хералдика
Кресиво је чест симбол у херелдици гдје је најпознатије као део српског крста.